# Малёвка (приток Богоявленки)
Малёвка — река в России, протекает в Тульской области. Сливаясь с рекой Папороткой, образует реку Богоявленку.

## География
Река Малёвка берёт начало у платформы Малевка на линии Ожерелье — Елец (Москва — Донбасс). Течёт на восток. На реке расположено село Малёвка. Устье реки находится у деревни Заварыкино в 5,5 км по правому берегу реки Богоявленка. Длина реки составляет 18 км, площадь водосборного бассейна 81,9 км².

## Данные водного реестра
По данным государственного водного реестра России относится к Донскому бассейновому округу, водохозяйственный участок реки — Дон от истока до города Задонск, без рек Красивая Меча и Сосна, речной подбассейн реки — бассейны притоков Дона до впадения Хопра. Речной бассейн реки — Дон (российская часть бассейна).
Код объекта в государственном водном реестре — 05010100312107000000304.